# Зажигательное оружие
Зажига́тельное ору́жие (ЗО) — оружие, поражающее действие которого основано на использовании боевых зажигательных веществ.
Зажигательное оружие применяется для поражения личного состава (расположенного открыто и в укрытиях), уничтожения техники, материальных средств, строений, посевов и лесных массивов, а также для создания пожаров в районе боевых действий.

## Поражающие факторы
Основными поражающими факторами ЗО являются выделяемые при его применении тепловая энергия и токсичные для человека продукты горения. Указанные факторы проявляют себя на цели от нескольких секунд до нескольких минут во время применения ЗО. В дальнейшем действуют так называемые вторичные поражающие факторы, которые являются следствием возникающих пожаров. Время их действия может составлять от нескольких минут и часов до суток и недель.
Поражающее действие зажигательного оружия на людей проявляется в следующих видах:
- ожоги кожи как при контакте горящих веществ с кожными покровами тела или обмундирования, так и в результате действия теплового излучения в зоне сплошного огня;
- ожоги слизистой оболочки дыхательных путей с последующим развитием отёка и удушья при вдыхании сильно нагретого воздуха, дыма;
- невозможность продолжения дыхания (кислородного голодания) из-за выгорания кислорода из воздуха в закрытых сооружениях (укрытиях) и гибели людей;
- воздействие токсичных продуктов горения зажигательных веществ и горючих материалов (оксида и диоксида углерода, дыма и других). При содержании в воздухе 1 % углерода — почти мгновенная смерть.

Кроме этого, зажигательное оружие может оказывать на человека и сильное морально-психологическое воздействие, понижая его способность к активному сопротивлению огню.
Сильно подвержены действию ЗО вооружения и военная техника, прежде всего за счёт воспламенения и горения материалов, оплавления и потери прочности элементов их конструкции. Большую опасность для этих объектов представляет наличие ёмкостей с горючим (баков, канистр, цистерн и др.), которые могут воспламеняться и взрываться. Пожары на отдельных объектах военной техники, хотя и не могут быть такими крупными, как пожары в населённых пунктах и лесах, но за счёт вспышек и взрывов горючего очень опасны для личного состава, находящегося в самой технике или около неё.

## Применение
Одним из первых видов зажигательного оружия, известных с античных времён, является греческий огонь.

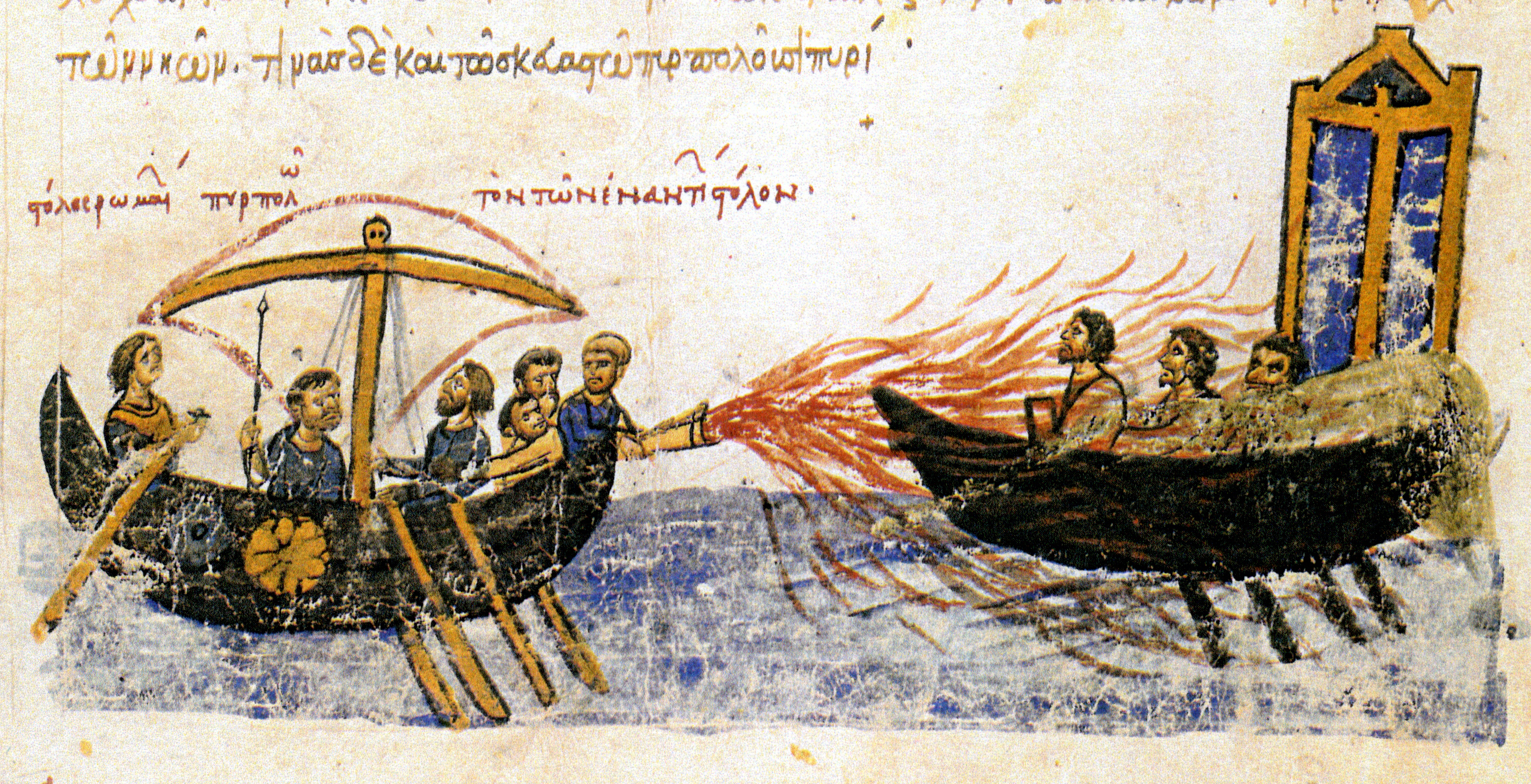
Использование греческого огня. Миниатюра Мадридского списка «Хроники» Иоанна Скилицы.

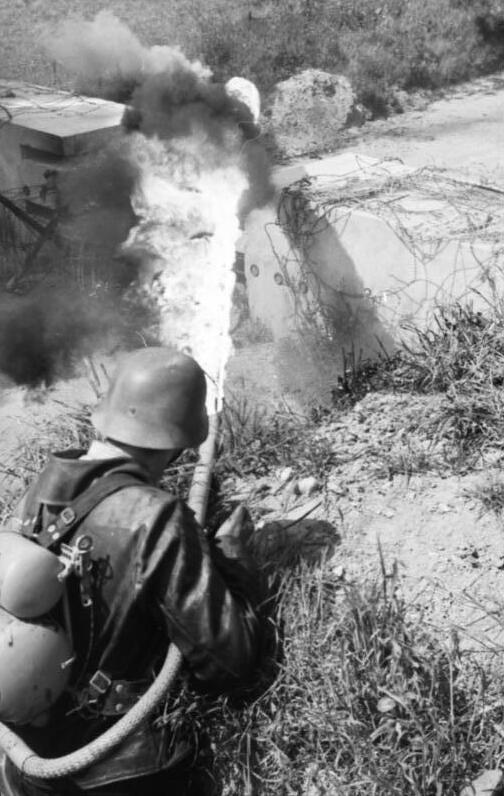
Немецкий солдат-огнемётчик, 1944 год

Зажигательные боеприпасы широко применялись во время первой и особенно второй мировых воин. В 1944 году в некоторых налётах за одну ночь сбрасывалось до одного миллиона зажигательных бомб, что составляло 80-100 % бомбовой загрузки самолётов. Результаты бомбардировок Дрездена и Гамбурга были сравнимы с последствиями применения ядерного оружия в Хиросиме и Нагасаки.
По расчётам американских специалистов, до 70 % разрушений и повреждений городов было связано с применением зажигательных средств. В больших количествах зажигательного оружия использовались в войнах против Кореи и Вьетнама. Так, за шесть лет (с 1965 по 1971 годы) военно-воздушные силы США сбросили в Индокитае около 1700 тысяч тонн зажигательных боеприпасов, уничтожив при этом тысячи населённых пунктов.
В последние годы войны во Вьетнаме авиационные зажигательные боеприпасы составляли почти 40 % общего количества авиационных средств поражения, использовавшихся при непосредственной поддержке наземных войск, а в некоторых операциях, проводимых с целью создания массовых пожаров в районах сосредоточения и передвижения войск, на их долю приходилось до 70 % всей бомбовой загрузки самолётов.
Исходя из опыта применения зажигательного оружия прошедших войн, военные специалисты НАТО считают, что зажигательное оружие будет применяться при выполнении следующих оперативных и тактических задач: 
1. завоевание превосходства в воздухе путём уничтожения самолётов, лётного и технического состава на аэродромах, аэродромных сооружений, складов боеприпасов и горючего, а также радиолокационных станций;
2. изоляция районов боевых действий (нанесение ударов по железнодорожным узлам и составам, автоколоннам, сосредоточениям войск и боевой технике, а также создание массовых пожаров на маршрутах передвижения войск);
3. непосредственная поддержка сухопутных войск (нанесение ударов по боевым порядкам войск, стартовым позициям ракет, огневым позициям артиллерии и различным оборонительным сооружениям).

## Международные соглашения
В 1972 г. по заключению специальной комиссии ООН зажигательное оружие условно отнесено к оружию массового поражения. Такое решение принято на основе изучения опыта боевого применения ЗО и его высокой эффективности при действии по пожароопасным объектам и живой силе.
Согласно Протоколу III «О запрещении или ограничении применения зажигательного оружия» к принятой в рамках ООН Конвенции о «негуманном» оружии:
- запрещено использование зажигательного оружия против гражданского населения;
- запрещено использование доставляемого по воздуху зажигательного оружия против военных объектов в районах сосредоточения гражданского населения и регулируется использование других видов зажигательного оружия в таких местах;
- запрещено превращать леса в объект нападения при помощи зажигательного оружия, кроме случаев использования лесов для укрытия военных объектов или комбатантов.

Протокол 3 не относит следующие виды оружия к зажигательному:
- оружие, зажигательный эффект которого является случайным, например осветительные заряды, трассёры, дымовые и сигнальные системы;
- боеприпасы, предназначенные для комбинированного поражения взрывом или осколками с добавочным зажигательным действием, такие как снаряженные ВВ снаряды и бомбы; при использовании против военных объектов, таких как бронемашины, самолёты, установки, сооружения.

В настоящее время в некоторых странах продолжаются исследования по дальнейшему совершенствованию зажигательного оружия, что, в свою очередь, определяет возрастание роли защиты от него.